# 董氏世德堂、寿俊堂
董氏世德堂、寿俊堂是中国浙江省湖州市南浔区南浔镇的一座历史建筑，位于南西街董家弄。它建于明万历年间。1989年3月21日公布为湖州市文物保护单位。
此宅为明嘉靖年间礼部尚书兼翰林学士董份的故居，是董份在罢官回乡后于万历年间所建。世德堂系正厅，寿俊堂系左厅。董份的后人一直居住于此，并基本保持原貌。